# Neuweiler
Neuweiler è un comune tedesco di 3 196 abitanti, situato nel land del Baden-Württemberg.